# TWIST2
TWIST2 (англ. Twist family bHLH transcription factor 2) – білок, який кодується однойменним геном, розташованим у людей на короткому плечі 2-ї хромосоми.  Довжина поліпептидного ланцюга білка становить 160 амінокислот, а молекулярна маса — 18 124.
| 10         |  | 20         |  | 30         |  | 40         |  | 50         |
| ---------- |  | ---------- |  | ---------- |  | ---------- |  | ---------- |
| MEEGSSSPVS |  | PVDSLGTSEE |  | ELERQPKRFG |  | RKRRYSKKSS |  | EDGSPTPGKR |
| GKKGSPSAQS |  | FEELQSQRIL |  | ANVRERQRTQ |  | SLNEAFAALR |  | KIIPTLPSDK |
| LSKIQTLKLA |  | ARYIDFLYQV |  | LQSDEMDNKM |  | TSCSYVAHER |  | LSYAFSVWRM |
| EGAWSMSASH |  |            |  |            |  |            |  |            |

A: Аланін

C: Цистеїн

D: Аспарагінова кислота

E: Глутамінова кислота

F: Фенілаланін

G: Гліцин

H: Гістидин

I: Ізолейцин

K: Лізин

L: Лейцин

M: Метіонін

N: Аспарагін

P: Пролін

Q: Глутамін

R: Аргінін

S: Серин

T: Треонін

V: Валін

W: Триптофан

Кодований геном білок за функціями належить до репресорів, білків розвитку. 
Задіяний у таких біологічних процесах як транскрипція, регуляція транскрипції, диференціація. 
Білок має сайт для зв'язування з ДНК. 
Локалізований у цитоплазмі, ядрі.